# Brigitte Lahaie
Brigitte Lahaie, pseudonimo di Brigitte Lucille Jeanine Van Meerhaegue (Tourcoing, 12 ottobre 1955), è un'attrice cinematografica, conduttrice radiofonica, scrittrice, conduttrice televisiva, attrice teatrale, occasionalmente cantante, ed ex attrice pornografica francese.
Tra le prime stelle del cinema pornografico in 35 millimetri del suo Paese negli anni settanta e ottanta e simbolo della liberazione sessuale, con la sua chioma bionda e la sua presenza statuaria Lahaie fu la figura di riferimento del cinema per adulti di tale epoca. Divenuta attrice mainstream, fu anche opinionista su argomenti concernenti la sessualità in trasmissioni televisive e radiofoniche: dal 2001 al 2016 animò Lahaie, l'amour et vous su Radio Monte-Carlo, dialogando con gli ascoltatori sui temi della sessualità e riuscendo così a divenire uno dei rari esempi di riconversione professionale tra le attrici del genere pornografico.

## Biografia

### Attrice X
Figlia di un impiegato di banca e di una rappresentante di vendite, Brigitte Lahaie è cresciuta a Lione e ha lavorato come venditrice di scarpe prima di andare a Parigi, all'età di diciotto anni, e di cominciare a posare nuda per riviste.
Ha iniziato la sua carriera come attrice pornografica all'età di venti anni nel 1976 e ha svolto questa attività fino al 1980, girando una trentina circa di film pornografici (esclusi quindi i film erotici), non molti rispetto alla attuale generazione di attrici che ne girano molti di più.
Durante questo breve periodo, ha lavorato con i registi più importanti dell'epoca X: Jean Rollin (Vibrations sexuelles, 1976), Claude Mulot (Suprêmes jouissances noto anche come Belles d'un soir, 1976), Gérard Kikoïne (5 films tra cui Parties fines, 1977 e La clinique des phantasmes, 1978), Burd Tranbaree (10 films tra cui La Rabatteuse, 1978 e Le retour des veuves, 1980), José Bénazéraf (Bordel SS, 1978) e Francis Leroi (Je suis à prendre, 1978). Questi film sono stati in gran parte pubblicati da Alpha France e René Chateau Vidéo, e ristampati, alcuni, in DVD nella collezione « Les grands succès du cinéma X français » da Blue One.
Brigitte lavorava nel momento in cui i registi sapevano dimostrare inventiva e umorismo nella scrittura delle sceneggiature, le scene X stesse erano assai poco "anatomiche" e lasciavano spazio per degli scenari erotici. Così, nel suo ultimo film, Les Petites Écolières di Claude Mulot (alias Frédéric Lansac) nel 1980, recitava il ruolo di una tenutaria di un bordello riconvertitasi nella direzione di una scuola per giovani ragazze. Naturalmente, l'istruzione impartita in quell'istituto verteva su materie più vicine alle lezioni pratiche che al programma ufficiale dell'educazione nazionale.

### Riconversione
Prima di abbandonare la sua carriera nel cinema X, Brigitte Lahaie aveva ricoperto ruoli in film non pornografici, tra cui film di genere fantastico realizzati da Jean Rollin. Durante le riprese di Vibrations sexuelles, un film pornografico, il regista ha notato la sua bravura, il suo carisma. Egli le affida quindi un ruolo in Les Raisins de la mort, girato alla fine del 1977. Regina del porno hardcore, lei è, in questo film, opposta a Marie-Georges Pascal che era una star del cinema erotico "soft" all'inizio del decennio. Rollin le dà poi l'opportunità di essere la protagonista di Fascination al fianco di Franca Maï e di La nuit des traquées con Catherine Greiner; con Rollin, Brigitte Lahaie girerà altri tre film: Les paumées du petit matin (Les échappées, 1981), Les deux orphelines vampires (1997) e La fiancée de Dracula (2002).
Avviando una riconversione professionale nel cinema "classico" all'inizio degli anni ottanta, la si vede apparire in piccoli ruoli, spesso accreditata con il nome di Brigitte Simonin: una spogliarellista in I comme Icare di Henri Verneuil nel 1979, una "ragazza senza mutandine" in Diva di Jean-Jacques Beineix nel 1980, un'infermiera accanto ad Alain Delon in Pour la peau d'un flic nel 1981, una donna sexy in un video in Te marre pas ... c'est pour rire ! nel 1982, e anche una madre di famiglia in N'oublie pas ton père au vestiaire di Jean Lefebvre nel 1982. Partecipa anche a una pièce teatrale del programma televisivo Au théâtre ce soir.
Allo stesso tempo, continua ad apparire in alcuni film erotici, tra cui Joy & Joan di Jacques Saurel nel 1985 e Le Diable rose di Pierre B. Reinhard (con Roger Carel e Peter Doris) nel 1987, e in alcuni film di genere: L'Exécutrice di Michel Caputo nel 1986 in cui ha svolto il ruolo di un poliziotto femminile. Ha poi recitato in due film di Max Pecas (Brigade des mœurs nel 1985, On se calme et on boit frais à Saint-Tropez nel 1987). L'anno seguente, recita sotto la direzione di Jesús Jess Franco in Les Prédateurs de la nuit poi in Dark Mission : les fleurs du mal (accanto a Christopher Lee). Nel 1990, ottiene nuovamente in piccolo ruolo di prostituta in Henry et June di Philip Kaufman, uno dei primi film di Uma Thurman. Successivamente la si rivede in Illusions Fatales del 1993 di Patrick Malakian con Elise Tielrooy, Les Deux Orphelines vampires di Jean Rollin nel 1997 e La dame pipi nel 2000 di Jacques Richard tratto da un romanzo di Roland Topor. Ha poi ritrovato Jean Rollin con il film La fiancée de Dracula nel 2002. È anche apparsa nel 2005 al cinema nel film Calvaire di Fabrice Du Welz.
Se l'attrice è una delle poche pornostar che è riuscita a uscire dal ghetto del cinema X, è rimasta per lo più limitata a un cinema bis e ha avuto solo piccole apparizioni nei film importanti. In ogni caso, si è imposta come una figura chiave nel lavoro di Jean Rollin con il quale ha lavorato in sette occasioni.
Nel 1978 è presente nella copertina dell'album discografico "Stop Telling Lies" di Hurricane Fifi.
Negli anni 1980 Brigitte Lahaie è stata la compagna dell'editore René Chateau.
Usando tutte le sue risorse possibili alla fine della sua carriera di attrice porno, si fa notare per la sua partecipazione al programma radiofonico Les Grosses Têtes, diffuso su RTL in Francia.
Cerca anche di entrare nel mondo della musica con la canzone Caresse tendresse, che non incontra il successo della critica, ma che ha comunque venduto circa 30/40 000 copie.
Negli anni 1990 approda al teatro: nel 1991 al Plateau 26 con Parfum de scandale, nel 1992 al Théâtre des deux ânes con Cresson qui s'en dédit, nel 1993 al Théâtre d'Edgar con One woman show, nel 1997 al Théâtre des deux ânes con Petit papa Lionel con Jacques Mailhot e Jean Roucas.
Si è cimentata anche nella letteratura con una autobiografia dal titolo Moi, la scandaleuse, che le ha permesso di essere invitata nella trasmissione Apostrophes di Bernard Pivot il 27 marzo 1987, e ha scritto due romanzi all'acqua di rose pubblicati da J'ai lu: La femme modèle (1991), che racconta la storia di una donna sposata nell'impresa di posare nuda, e Le sens de la vie (1994). Ha scritto anche alcuni saggi sulla sessualità: Les chemins du mieux aimer (J'ai Lu, 1999), D'amour et de sexe (Marabout, 2004), ecc. Nel 2007 appare in Parlez-nous d'amour, in collaborazione con il Padre Patrice Gourrier, proponendo due sguardi sulla coppia, il desiderio e la sessualità.

### Nuova carriera
Dalla fine degli anni novanta, è l'animatrice di alcuni programmi su canali francesi. Queste emissioni sono per lo più focalizzate sulla sessualità. La si vede in particolare sul canale Canal+ (1989) con l'emissione Derrière Lahaie, sul canale via cavo XXL (dal 1997 al 2002) con l'emissione Hot Talk e sul canale sul web CanalWeb (dal 1999 al 2000) con l'emissione Brigitte Lahaie Show.
Da circa 20 anni, lei aveva l'abitudine di rispondere e dialogare con le persone sul Minitel o l'audiotel, questa attività, unitamente a degli studi sulla sessuologia e la psicanalisi e l'esperienza come attrice la rendevano credibile per l'animazione del programma Lahaie, l'amour et vous.
Ma è alla radio che Brigitte ha trovato un ruolo di primo piano, come presentatrice sull'emittente RMC. Dal 27 agosto 2001 al 25 luglio 2016 è animatrice del programma quotidiano Lahaie, l'amour et vous che tratta di relazioni amorose e sessuali.
Nel 2004 è tra i fondatori, insieme all'amico Jean-Luc Romero e Philippe Lohéac, di Aujourd'hui, autrement, un think-tank politico progressista ed ecologista di centro sinistra, dal 2004 all'inizio del 2008 ne è stata la vice presidente e ha tenuto un blog dedicato a esso fino al 2007. Gestisce poi un proprio blog sul suo sito web personale oltre a quello abbinato al sito del programma Lahaie, l'amour et vous.
Appassionata da sempre di equitazione, durante l'estate del 2012 ha commentato le prove olimpiche di equitazione delle Olimpiadi di Londra per RMC.
Un'altra sua passione è l'astrologia, alla quale ha dedicato alcuni libri scritti di suo pugno.
Il 15 febbraio 2015 Brigitte Lahaie partecipa e vince « LE DÉFI RMC », una corsa ippica all'ippodromo di Vincennes tra diverse personalità della radio RMC.
Nel novembre 2015 è conclusa una campagna di fund raising volta alla pubblicazione del primo libro sulla filmografia integrale di Brigitte Lahaie, il libro, dal titolo Brigitte Lahaie, les films de culte, è pubblicato nel novembre 2016. Una seconda raccolta fondi si è conclusa nell'ottobre 2016, volta alla realizzazione di un disco di musiche inedite composte e dirette da Alain Goraguer usate nei film X Brigitte Lahaie.
Dal 20 luglio 2016 Brigitte Lahaie è la portavoce dell'associazione Ennocence.
Dal 5 settembre 2016 Brigitte Lahaie anima una nuova emissione radiofonica, sempre sui temi della sessualità, dal nome Brigitte Lahaie Sud Radio, sull'emittente radio Sud Radio.
La libreria La Musardine il 15 settembre 2016 pubblica il calendario 2017 con 12 foto d'epoca di Brigitte Lahaie.
Dal 28 settembre 2016 Brigitte Lahaie tiene due rubriche su Yahoo Style FR e Yahoo Actualités FR.
La libreria La Musardine il 18 maggio 2017 lancia la collezione "Psycho-Love", diretta da Brigitte Lahaie, con la pubblicazione dei primi due libri: Réussir son couple, c’est possible! (di Brigitte Lahaie) e Comment se débarrasser d’un partenaire toxique? (di Christophe Médici).
Brigitte Lahaie ha scritto 23 libri:
- un'autobiografia (Moi, la scandaleuse)
- tre romanzi (La femme modèle, Les sens de la vie e Amour passion)
- tredici saggi sulla sessualità (Le sexe défendu, D'amour et de sexe, L'amour et le couple, SO SEX le nouveau Kama sutra, Parlez-nous d’amour, Hommes je vous aime, Dictionnaire émancipé de sexualité, Kamasutra, Réponses aux 100 questions les plus posées sur l'amour, Réussir son couple, Le Kama-Sutra illustré, L'amour et vous e Réussir son couple, c'est possible!)
- due libri d'astrologia (Les douze signes de l'amour e Osez le sexe selon les astres)
- tre poemi erotici (Contes érotiques de Noël, La poésie dans le boudoir e Femmes amoureuses)
- un libro di fotografie (Brigitte Lahaie)

Pubblicò inoltre un calendario sexy (Calendrier Brigitte Lahaie 2017).

## Vita privata
Brigitte Lahaie è eterosessuale. Nella sua autobiografia Moi la scandaleuse scrive: "«Non sono mai stata attratta dalle donne»". Vive nell Yvelines col marito Patrick, sposato nel dicembre 2002, i suoi cani e i suoi cavalli. In precedenza era stata compagna dell'editore René Chateau.

## Filmografia
Nota: la filmografia come attrice è tratta dalla scheda di Brigitte Lahaie dell'Internet Movie Database: i titoli dei film sono in corsivo, il primo titolo è quello originale, il secondo titolo è quello italiano (o francese se il film non è francese), infine è riportato il nome del personaggio interpretato dall'attrice nel film, tra parentesi se si tratta di un film diverso dal film per il cinema e se l'attrice è accreditata diversamente che come Brigitte Lahaie. La filmografia riportata su EGAFD include anche diversi loops (ovvero cortometraggi pornografici) e compilation.

### Attrice
- 2014: Tuyauteries inavouables (corto) Donna di servizio
- Happiness (Le Bonheur), regia di Fabrice Grange (2013)
- 2009: Quelque chose à te dire Brigitte Lahaie (voce)
- 2004: Calvaire Mademoiselle Vicky
- 2002: La fiancée de Dracula / L'amante di Dracula La lupa
- 2000: La dame pipi (corto)
- 1999: Les fourches caudines (corto)
- 1997: Les deux orphelines vampires
- 1995: Electric Blue: Sex Model File #4 (Video) Fanny
- 1993: Illusions fatales (corto)
- 1990: Henry & June / Henry et June Henry's Whore
- 1989: Le triplé gagnant episodio Le dernier rendez-vous du président (Serie TV)
- 1988: Le diable rose / Il diavolo rosa Naska / Lolita
- 1988: Dark Mission: Flowers of Evil / Dark Mission (Les fleurs du mal) Mauria
- 1987: Thérèse II la mission (corto) Thérèse
- 1987: Cinéma 16 episodio Johnny Monroe (Serie TV) La prostituta
- 1987: Faceless / Les Prédateurs de la Nuit / I violentatori della notte Nathalie
- 1987: On se calme et on boit frais à Saint-Tropez / Quando rido solamente Alexandra
- 1986: Le couteau sous la gorge / Delitto alla moda Valérie Landis
- 1986: Suivez mon regard La donna abbandonata
- 1986: L'esecutrice (L'Exécutrice) Martine
- 1985: Joy et Joan Joy
- 1985: Brigade des moeurs (come Brigitte Simonin)
- 1984: La France interdite[38]
- 1983: Le lavabo (Ministerie TV)
- 1983: Au théâtre ce soir episodio Je leur laisserai un mot (Serie TV) L'operatrice (come Brigitte Simonin)
- 1983: Éducation anglaise / Educazione inglese Henriette (come Brigitte Simonin)
- 1983: Baisers exotiques Elisabeth
- 1982: Electric Blue 5 (Video) Fanny
- 1982: Les brigades vertes (Film TV)
- 1982: Julchen und Jettchen, die verliebten Apothekerstöchter / Les Filles amoureuses du pharmacien Julchen
- 1982: N'oublie pas ton père au vestiaire... La madre del buono a nulla (come Brigitte Simonin)
- 1982: Paul Raymond's Erotica / Erotica Brigitte
- 1982: Nestor Burma, détective de choc Young girl at the party (non accreditata)
- 1982: Te marre pas... c'est pour rire! Sandra (come Brigitte Simonin)
- 1981: Les paumées du petit matin Moglie della coppia borghese
- 1981: Si ma gueule vous plaît... La strip-teaser (come Brigitte Simonin)
- 1981: Antoine et Julie (Film TV, come Brigitte Simonin)
- 1981: Pour la peau d'un flic / Per la pelle di un poliziotto L'infermiera (come Brigitte Simonin)
- 1981: Body-body à Bangkok / Superporno bordella
- 1981: Deux gamines (non accreditata)
- 1981: Parties très spéciales
- 1981: Diva La ragazza la cui gonna si alza (come Brigitte Simonin)
- 1980: Les petites écolières Madame, la direttrice
- 1980: Le segrete esperienze di Luca e Fanny / Secrets d'adolescentes Simona (come Brigitte van Meerhaegue)
- 1980: Les enfilées La donna sul letto girevole
- 1980: Le coup du parapluie / L'ombrello bulgaro Una ragazza in piscina (non accreditata)
- 1980: Sechs Schwedinnen von der Tankstelle / Filles sans voile Greta
- 1980: Maîtresse pour couple Brigitte
- 1980: La nuit des traquées / Ragazza in amore Elysabeth
- 1980: Le journal érotique d'une Thailandaise / Clitò, petalo del sesso Claudine (come Brigette Lahaye)
- 1980: Ta gueule, je t'aime! Ingrid
- 1980: Le retour des veuves / Pornografia campagnola Madeleine
- 1980: Gefangene Frauen / Le corps et le fouet / Folli piaceri delle porno prigioniere Rita
- 1980: Pénétrations méditerranéennes Brigitte
- 1980: Die Nichten der Frau Oberst / Les bourgeoises de l'amour Julia
- 1980: Les petites garces Una partecipante all'orgia
- 1979: L'histoire des 3 petits cochons
- 1979: I... comme Icare / I... come Icaro Ursula Hoffmann, la strip-teaser
- 1979: Enquêtes Brigitte
- 1979: Cette malicieuse Martine Una cliente dello zio (come Brigitte Bordeaux)
- 1979: Pénétrez-moi par le petit trou Christiane
- 1979: Fascination Eva
- 1979: Tremblements de chair
- 1979: Sechs Schwedinnen im Pensionat / Six suédoises au collège / Superporno girls in un college svedese Greta
- 1979: La grande mouille Una cacciatrice (come Brigitte Lahaye)
- 1979: Soumission / Clarissa Madame Clarisse (come Brigitte Lahaye)
- 1979: Auto-stoppeuses en chaleur Denise - La donna che scappa (come Brigitte Lahaye)
- 1979: Photos scandale / Paris scandale Juliette Cachon
- 1979: Anna cuisses entrouvertes
- 1979: Estivantes pour homme seul Mélanie
- 1979: Je brûle de partout Lorna
- 1979: Une femme spéciale / Una donna particolare Ragazza in piscina (non accreditata)
- 1979: Parties chaudes Hélène
- 1979: New Generation
- 1979: Couple cherche esclave sexuel Barbara
- 1979: Le chouchou de l'asile La capo infermiera
- 1978: La clinique des fantasmes Martine Richard / Marilyn Richards
- 1978: Les chattes
- 1978: Porno roulette
- 1978: Viol, la grande peur La studentessa in veterinaria (come Brigitte Lahaye)
- 1978: Festival érotique
- 1978: Langues cochonnes
- 1978: Ondées brûlantes / Crociera erotica Brigitte
- 1978: Excès pornographiques / Eccessi erotici Marie-Christine
- 1978: Tout pour jouir La truccatrice / Brigitte Lahaie
- 1978: Prends-moi de force / SuperBestia Brigitte
- 1978: Les raisins de la mort La donna bionda e alta (come Brigitte Lahaye)
- 1978: Nathalie rescapée de l'enfer / Perversion Elisabeth
- 1978: Blondes humides
- 1978: La mouillette
- 1978: Chaude et perverse Emilia
- 1978: Cuisses infernales Jocelyne
- 1978: Bouches expertes / Bocche esperte Claudine
- 1978: Étreintes
- 1978: Les grandes jouisseuses / Pornodelirio Marianne
- 1978: Je suis à prendre / Mia moglie l'eroticissima Hélène
- 1978: Touchez pas au zizi / Excitation star Karen
- 1978: La rabatteuse / La porno adescatrice Jocelyne
- 1978: Le bijou d'amour Gordonna
- 1978: Caresses infernales
- 1978: Inonde mon ventre / Senza limiti Lise
- 1978: Vicieuses pour hommes seuls
- 1978: Bordel SS / Bordello a Parigi
- 1978: Rentre c'est bon / Occasioni La cugina
- 1978: L'Amour c'est son metier
- 1977: Je suis une belle salope Marianne
- 1977: Arrête, tu me déchires
- 1977: C'est la fête à mon cul
- 1977: Cathy, fille soumise / La porno amante Mélanie
- 1977: Entrecuisses Patricia
- 1977: Parties fines / L'altro vizio di una moglie Baroness Solange (come B. Lahaye)
- 1977: Sarabande porno
- 1977: Chaleurs intimes (non accreditata)
- 1977: Les plaisirs fous / Sex hard core Claude
- 1977: Suprêmes jouissances / Piaceri folli Doris
- 1977: Vibrations sexuelles / Vibrazione sessuale La psichiatra
- 1977: Couples en chaleur La venditrice
- 1977: Jouir jusqu'au délire / Corpi d'amore Annie
- 1970: Jungle Erotic / Frissons africains / Jungla erotica (come Brigitte Deslages)
- 1998 ?: Cornets in Time

Loops e compilation
- ?: Best of Beate Uhse Nr. 14 (Beate Uhse compilation)
- ?: Best of Beate Uhse Nr. 3 (Beate Uhse compilation)
- ?: Best of Beate Uhse Nr. 6 (Beate Uhse compilation)
- ?: Bounce Two (Danskfoto compilation)
- ?: Körperspiele
- ?: Super Sexual Fantasy
- 1974: Le journal érotique d'un bûcheron (inserti hardcore)
- 1975: Emanuelle e Françoise le sorelline (inserti hardcore)
- 1975: Exhibition (compilation)
- 1977: In der Metro ist die Hölle los (loop)
- 1977: La face cachée d'Hitler
- 1977: Sex-Roulette
- 1978: Arsene Lupin (loop)
- 1978: Blue Magic (loop)
- 1978: La Vitrine du plaisir (compilation)
- 1978: Porno Roulette (loop)
- 1979: Confidences d'une petite culotter (compilation)
- 1979: Flick My Dick (loop)
- 1979: Negligé und Spitzenhöschen (loop)
- 1979: Office Affair (loop)
- 1979: Prenez-moi, j'aime tout (compilation)
- 1979: Profession: baiseuse
- 1979: Sex-announces
- 1980: Electric Blue 3 (softcore)
- 1980: Funch-Me (compilation)
- 1980: Hurlements d'extase (compilation)
- 1980: Intime confessioni e caldi appuntamenti (compilation)
- 1980: Invasione api regine (compilation)
- 1980: L'amante tuttofare (compilation)
- 1980: Porno stars françaises (compilation)
- 1980: Satte Lust (loop)
- 1980: Wollust über den Wolken (compilation)
- 1981: Illusions Within Young Girls
- 1981: Innocence impudique (compilation)
- 1982: Professione P... Attrice (compilation)
- 1983: Claire (compilation)
- 1983: Porno Express 1 (compilation)
- 1985: Pornographie (compilation)
- 1986: James Bande 00Sex No. 2 (compilation)
- 1987: L'anthologie du plaisir (compilation)
- 1989: Only The Best From Europe (compilation)
- 2000: L'Âge d'Or du X (compilation tratta da vecchi film)

### Regista / Sceneggiatrice
- 2000: Ma sexualité de A à X (Video)

### Se stessa
- 2017: Le Divan (14 marzo 2017)[39]
- 2016: Brigitte LAHAIE - l'Amour & Vous[40]
- 2014: Les filles d'Eve et du Serpent
- 2014: 60 ans de télé - L'érotisme à la télévision: du carré blanc aux écrans noirs
- 2013: Le dernier film de Jess Franco
- 2013: L'enfance du hard
- 2011: On n'est pas couché[41]
- 2011: Jean Rollin, le rêveur égaré
- 2011: Vie privée, vie publique episodio dell'11 marzo 2011
- 2011: Caroline a rendez-vous avec...[42]
- 2009: 30 millions d'amis[43]
- 2007: Brigitte et moi
- 2006: L'age d'or du X
- 2005: Une vie classée X[44]
- 1999: Eurotika! 5 episodi:
  - So Sweet, So Perverse
  - José Bénazéraf: A Life in Four Chapters
  - French Blue
  - The Diabolical Mr. Franco
  - Vampires and Virgins
- 1992: Coucou c'est nous![45]
- 1992: Double Jeu[46]
- 1991: Cinématon n. 1512 del 9 luglio 1991[47]
- 1987: L'anthologie du plaisir
- 1987: Apostrophes episodio Les fêtes du corps[14]

## Discografia
Caresse Tendresse (Clever - CLE 14204-6/7 1987)
Testi di Claude Lemesle, musiche di Mat Camison; edizioni musicali Clever – CLE 14204-6.
1. Brigitte Lahaie – Caresse Tendresse (Version Longue) (Versione Lunga) – 12"
2. Brigitte Lahaie – Caresse Tendresse (Version Instrumentale Et Saxo) (Version Strumentale e Saxo) – 12"

Testi di Claude Lemesle, musiche di Mat Camison; edizioni musicali Clever – CLE 14204-7.
1. Brigitte Lahaie – Caresse Tendresse (Version Vocale) (Versione Vocale) – 4:45 – 7" singolo
2. Brigitte Lahaie – Caresse Tendresse (Version Instrumentale) (Versione Strumentale) – 4:45 – 7" singolo

## Radio
- Partecipazioni al programma Les Grosses Têtes su RTL
- 2001-2016: Animazione del programma Lahaie, l'amour et vous su RMC[6]
- 2012: Commento delle prove olimpiche di equitazione delle Olimpiadi di Londra su RMC[21]
- dal 2016: Animazione del programma Brigitte Lahaie Sud Radio su Sud Radio[31]

## Teatro
- 1991 al Plateau 26 con Parfum de scandale
- 1992 al Théâtre des deux ânes con Cresson qui s'en dédit con Jacques Mailhot, Maurice Horgues e Michel Guidoni[48]
- 1993 al Théâtre d'Edgar con One woman show
- 1997 al Théâtre des deux ânes con Petit papa Lionel con Jacques Mailhot e Jean Roucas[49]

## Televisione
- 1989: Derrière Lahaie su Canal+
- 1997-2002: Hot Talk su XXL
- 1999-2000: Brigitte Lahaie Show su CanalWeb

## Opere letterarie
1. Brigitte Lahaie, Moi, la scandaleuse, Parigi, Filipacchi, 1987,  p. 210, ISBN 2-85018-538-8.
2. Brigitte Lahaie, La Femme modèle, Parigi, J'ai Lu, 1991,  p. 181, ISBN 2-277-23102-9.
3. Brigitte Lahaie, Les sens de la vie, Parigi, M. Lafon, 1994,  p. 258, ISBN 2-84098-016-9.
4. Brigitte Lahaie, Le sexe défendu, Parigi, M. Lafon, 1996,  p. 217, ISBN 2-84098-169-6.
5. Pierre Bourgeade, Brigitte Lahaie e altri, Contes érotiques de Noël, Parigi, La Musardine, 1998,  p. 176, ISBN 978-2-84271-030-9.
6. (FR) Claude Alexandre, Pierre Bourgeade e Brigitte Lahaie, Brigitte Lahaie, Parigi, La Musardine, 1999, ISBN 2-84271-032-0, OCLC 468100210.
7. Pierre Delanoe e Brigitte Lahaie, La poésie dans le boudoir, Parigi, Editions du Layeur, 2000,  p. 63, ISBN 978-2-911468-39-1.
8. Brigitte Lahaie, Amour passion, Parigi, Flammarion, 2001,  p. 309, ISBN 978-2-08-068219-2.
9. Brigitte Lahaie, Les 12 Signes de l'amour : Guide d'astrologie amoureuse, illustrazioni di Alex Varenne, Parigi, Blanche, 2002,  p. 191, ISBN 2-84628-049-5.
10. Brigitte Lahaie, D'amour et de sexe, Parigi, Marabout, 2004,  p. 284, ISBN 2-501-03930-0.
11. Brigitte Lahaie e altri, Femmes amoureuses, Parigi, Blanche, 2005,  p. 192, ISBN 2-84628-105-X.
12. Brigitte Lahaie, Osez le sexe selon les astres, Parigi, La Musardine, 2005,  p. 192, ISBN 2-84271-278-1.
13. Brigitte Lahaie, L'amour et le couple : Toutes les réponses à vos questions, Parigi, Flammarion, 2005,  p. 281, ISBN 978-2-08-068759-3.
14. Frédéric Ploton e Brigitte Lahaie, So sex : Le Nouveau Kama sutra, Parigi, Seuil, 2006,  p. 196, ISBN 978-2-286-02879-4.
15. Patrice Gourrier e Brigitte Lahaie, Parlez-nous d'amour : Deux regards sur le couple, le désir et la sexualité, Parigi, Flammarion, 2007,  p. 217, ISBN 978-2-08-120190-3 (archiviato dall'url originale il 15 marzo 2017).
16. Brigitte Lahaie, Hommes, je vous aime, Parigi, Editions Anne Carrière, 2009,  p. 192, ISBN 978-2-84337-514-9.
17. Brigitte Lahaie e Bruno Martin, Dictionnaire émancipé de sexualité : Sans tabou ni idée reçue, illustrazioni di Christian Bourbon, Ginevra, Minerva, 2009,  pp. 284, ISBN 978-2-8307-1018-2.
18. Brigitte Lahaie e Frédéric Ploton, Kamasutra, Parigi, Éditions de la Martinière, 2011,  p. 128, ISBN 978-2-7324-4503-8.
19. Brigitte Lahaie, Réponses aux cent questions les plus posées sur l'amour, Parigi, France-Empire, 2011,  p. 216, ISBN 978-2-7048-1102-1.
20. Brigitte Lahaie, Réussir son couple, Parigi, France-Empire, 2012,  p. 187, ISBN 978-2-7048-1131-1.
21. Brigitte Lahaie e Philippe Tastet, Le Kamasutra illustré, Parigi, Editions Privé, 2014,  p. 247, ISBN 978-2-35076-135-0.
22. Brigitte Lahaie e Bruno Martin, L'amour & vous ! : pourquoi les femmes aiment et les hommes désirent, Parigi, Albin Michel, 2015,  p. 304, ISBN 978-2-226-31654-7. URL consultato il 22 agosto 2017 (archiviato dall'url originale il 15 marzo 2017).
23. Brigitte Lahaie, Réussir son couple, c'est possible!, in Psycho-Love, Parigi, La Musardine, 2017,  p. 216, ISBN 978-2-84271-817-6.

## Riconoscimenti
- 2014: XRCO Hall of Fame[50]

### Interviste
- (FR) Brigitte Lahaie : « J’ai tourné jusqu’à vingt-cinq films par an. » Entretien par Laurence Allard  (PDF) (abstract), in CinémaAction, n. 59, Éditions Corlet, 1991,  pp. 101-106, ISBN 2-85480-337-X. URL consultato il 22 agosto 2017 (archiviato dall'url originale il 22 agosto 2017).
- (EN) Peter Blumenstock, Brigitte Lahaie: Twice Bitten, in Fangoria, n. 149, gennaio 1996,  pp. 68-69.
- Andrea Lanza, Intervista a Brigitte Lahaie, in Video Impulse, n. 117, ottobre 2002.
- (FR) Le chat de Brigitte Lahaie, su plurielles.fr, 15 febbraio 2006. URL consultato il 31 luglio 2016 (archiviato dall'url originale il 15 marzo 2017).
- (FR) Florence Faure, Chat spécial été avec Brigitte Lahaie, su plurielles.fr, 30 novembre 2006. URL consultato il 31 luglio 2016 (archiviato dall'url originale il 15 marzo 2017).
- (FR) Laurence Bourdolouleix, Brigitte Lahaie, une reconversion réussie, su people.plurielles.fr, 29 aprile 2006. URL consultato il 31 luglio 2016 (archiviato dall'url originale il 15 marzo 2017).
- (EN) Louis Paul, Tales from the cult film trenches : interviews with 36 actors from horror, science fiction and exploitation cinema, Jefferson, N.C., McFarland, 2007, ISBN 978-0-7864-2994-3, OCLC 226105317.
- (FR) Interview de Brigitte Lahaie, su nanarland.com. URL consultato il 23 settembre 2012 (archiviato il 23 settembre 2012).
- (FR) Jean-Philippe Longo, Brigitte Lahaie « Je vis l’instant présent » (PDF), su coulissesmedias.com, luglio 2011. URL consultato il 29 luglio 2016 (archiviato il 29 luglio 2016).
- (FR) Je suis une légende, Interview de Brigitte Lahaie, su critichall.com, 31 ottobre 2008. URL consultato il 25 marzo 2014 (archiviato dall'url originale il 25 marzo 2014).
- (FR) Jérome Vermelin, Interview de Brigitte Lahaie « Le missionnaire, il n'y a rien de tel ! », su metronews.fr, 30 marzo 2014. URL consultato il 30 marzo 2014 (archiviato il 9 aprile 2014).
- (FR) Sophie Brugeille, Interview de Brigitte Lahaie « Le sexe pour le sexe ne m’amuse plus », su voici.fr, 12 giugno 2015. URL consultato il 15 giugno 2015 (archiviato il 15 giugno 2015).
- (FR) Pascal Bories, « Najat Vallaud-Belkacem me fait penser à un pitbull » Entretien avec l’animatrice vedette de RMC (abstract), in Causer, n. 26, luglio-agosto 2015. URL consultato il 14 agosto 2016 (archiviato il 14 agosto 2016).
- (FR) Patricia Hervé, Brigitte Lahaie. La briseuse de tabous (abstract), in Gala, n. 1206, 20 luglio 2016. URL consultato l'8 settembre 2016 (archiviato l'8 settembre 2016).
- (FR) Rencontre avec Brigitte Lahaie (abstract), in La Septième Obsession, n. 6, settembre-ottobre 2016. URL consultato l'8 settembre 2016 (archiviato l'8 settembre 2016).
- (FR) Sophie Vigroux, Brigitte Lahaie: «Je suis fière de ma carrière, je l'assume complètement», in La Dépêche, 9 ottobre 2016. URL consultato il 6 novembre 2016 (archiviato il 6 novembre 2016).
- (FR) Anne Claire Genthialon, Interview : C’était comment tes 20 ans, Brigitte Lahaie ?, in NEON Magazine, n. 48, 4 novembre 2016. URL consultato il 6 novembre 2016 (archiviato il 6 novembre 2016).
- (FR) Brigitte Lahaie : mes conseils pour s'épanouir au quotidien, in Amour & Sexualité, n. 01, 07/08 2017. URL consultato il 29 giugno 2017 (archiviato il 13 luglio 2017).